# Leptoperilissus persicus
Leptoperilissus persicus là một loài tò vò trong họ Ichneumonidae.